# Andrew Soltis
Andrew Eden Soltis (* 28. Mai 1947 in Hazleton, Pennsylvania) ist ein US-amerikanischer Schachspieler. Seit 1980 trägt er den Titel eines Großmeisters. Soltis ist ein produktiver Autor von Schachliteratur.

## Leben
Andrew „Andy“ Soltis wuchs im New Yorker Stadtteil Astoria auf. Das Schachspiel erlernte er im Alter von 10 Jahren durch ein Buch, das er sich aus einer Bücherei ausgeliehen hatte. 1962 nahm er an einer Simultanveranstaltung von Larry Evans im Marshall Chess Club teil und wurde dort Klubmitglied. Später gewann er neunmal (1967, 1969, 1970, 1971, 1974, 1977, 1979, 1986 und 1989) die Vereinsmeisterschaft.
Im Jahr 1969 machte er seinen Abschluss am City College of New York. Er entschied sich gegen eine Karriere als Schachprofi und begann, als Journalist bei der New York Post zu arbeiten. Seit 1972 betreute er dort eine wöchentliche Schachkolumne. Außerdem schrieb er ab 1979 die monatliche Kolumne Chess to enjoy in der Zeitschrift Chess Life. 1988 wurde er von der United States Chess Federation als Schachjournalist des Jahres ausgezeichnet.
Soltis nahm sechsmal mit der US-Mannschaft an Studenten-Mannschaftsweltmeisterschaften teil: Harrachov 1967 (2. Platz), Ybbs 1968 (5. Platz), Dresden 1969 (7. Platz), Haifa 1970 (1. Platz), Mayagüez 1971 (2. Platz) und Graz 1972 (4. Platz). Beim Titelgewinn 1970 erreichte er außerdem das beste Einzelergebnis am zweiten Brett. Beim Turnier in Reggio Emilia kam Soltis 1970 mit 10 Punkten aus 15 Partien auf Platz 4, ein Jahr später gewann er dort mit 8,5 Punkten aus 11 Partien. Für diese Erfolge wurde ihm 1974 der Titel eines Internationalen Meisters verliehen. Der Großmeistertitel folgte sechs Jahre später, nachdem er 1980 die letzte erforderliche Norm bei einem Turnier in New York erfüllt hatte.
In den Jahren 1977 und 1982 kam er auf den geteilten ersten Platz bei den US Open Chess Championships.
Im Jahr 2011 wurde er in die US Chess Hall of Fame aufgenommen. Seine Elo-Zahl beträgt 2407, allerdings ist er seit 2002 inaktiv.
Soltis schrieb eine Vielzahl von Schachbüchern, von denen einige auch in andere Sprachen übersetzt wurden. Seine Biographien über Frank Marshall (1994) und Michail Botwinnik (2014) wurden von der English Chess Federation als Book of the Year ausgezeichnet. Die Bücher Soviet Chess 1917–1991 (2000) und Why Lasker Matters (2006) erhielten den Cramer Award. Der Schachhistoriker Edward Winter kritisierte jedoch, dass in einigen der von Soltis verfassten Bücher ausreichende Quellenangaben fehlen.
Seit 2014 ist Soltis im Ruhestand, schreibt aber weiter über Schach. Er ist verheiratet, seine Ehefrau arbeitete ebenfalls als Journalistin bei der New York Post.
Nach Soltis ist eine Zugfolge in der Drachenvariante benannt, die er 1970 in die Praxis einführte: 1. e4 c5 2. Sf3 d6 3. d4 cxd4 4. Sxd4 Sf6 5. Sc3 g6 6. Le3 Lg7 7. f3 Sc6 8. Dd2 0–0 9. Lc4 Ld7 10. 0–0–0 Tc8 11. Lb3 Se5 12. h4 h5.

## Werke
- The Trompowsky Attack. 1961
- Boris Spassky: Fifty-One Annotated Games of the New World Champion. 1969
- Queen’s gambit declined: Tchigorin defense. 1972
- The best chess games of Boris Spassky. 1973. ISBN 0-273-00361-5.
- The great chess tournaments and their stories. 1975. ISBN 978-0-8019-6138-0.
- The younger school of Soviet chess. 1976. ISBN 0-7135-1956-8.
- Chess to Enjoy. 1978. ISBN 978-0-8128-2331-8.
- Catalog of chess mistakes. 1979. ISBN 978-0-679-13250-9.
- Sicilian dragon for black. 1983
- Sicilian Scheveningen Variation for Black. 1983
- Bird-Larsen Angriff: Ein komplettes Eröffnungsprogramm für Weiß. 1989
- Beating The Sicilian Defense Chameleon Variation. 1990
- Petrosian The Powerful. 1990. ISBN 978-0-87568-189-4.
- Pillsbury The Extraordinary. 1990. ISBN 978-0-87568-187-0.
- Tal The Magnificent. 1990. ISBN 978-0-87568-183-2.
- Gewinnen mit 1. d4: Ein komplettes Eröffnungssystem. 1991. ISBN 3-88086-105-6.
- Gewinnen mit Englisch: Ein komplettes Eröffnungssystem. 1991. ISBN 3-88086-104-8.
- Karl Marx Plays Chess and Other Reports on the World's Oldest Game. 1991. ISBN 978-0-8129-1906-6.
- Opening Ideas and Analysis for Advanced Players. 1991. ISBN 978-0-87568-190-0.
- Gewinnen mit der spanischen Abtauschvariante: „Fischer's Waffe“. 1992. ISBN 3-88086-107-2.
- Beating the Caro-Kann with the Advance Variation. 1993
- The Baltic Defense to the Queen’s Gambit. 1993. ISBN 978-0-87568-228-0.
- The London System – A Complete White Opening System. 1993. ISBN 978-0-87568-231-0.
- Beating the Pirc/Modern with the Fianchetto Variation. 1993. ISBN 0-87568-220-0.
- The Stonewall Attack. 1993. ISBN 978-0-87568-165-8.
- Beating the Sicilian Defense with the Short-Nunn Attack. 1993. ISBN 978-0-87568-230-3.
- Frank Marshall, United States Chess Champion: A Biography with 220 Games. 1994. ISBN 0-89950-887-1.
- The Tchigorin Defense. 1995. ISBN 978-0-87568-258-7.
- The United States chess championship 1845–1996. 2. ed. 1997. ISBN 0-7864-0248-2.
- Grandmaster Secrets: Openings. 2000. ISBN 978-0-938650-68-3.
- Soviet chess 1917–1991. 2000. ISBN 0-7864-0676-3.
- Chess Lists. 2nd ed. 2002. ISBN 978-0-7864-1296-9.
- Bobby Fischer Rediscovered. 2003. ISBN 978-0-7134-8846-3.
- Grandmaster Secrets: Endings. 2003. ISBN 978-0-938650-66-9.
- Los Voraces 2019: A Chess Novel. 2004. ISBN 0-7864-1637-8.
- Rethinking the Chess Pieces. 2004. ISBN 978-0-7134-8904-0.
- Turning Advantage into Victory in Chess. 2004. ISBN 978-0-8129-3581-3.
- How To Choose A Chess Move. 2005. ISBN 978-0-7134-8979-8.
- The 100 Best Chess Games of the 20th Century, Ranked. 2006. ISBN 978-0-7864-2741-3.
- Why Lasker Matters. 2006. ISBN 978-0-7134-8983-5.
- What It Takes to Become a Chess Master. 2012. ISBN 978-1-84994-026-9.
- 100 Chess Master Trade Secrets: From Sacrifices to Endgames. 2013. ISBN 978-1-84994-108-2.
- Pawn Structure Chess. 2013. ISBN 978-1-84994-070-2.
- Studying Chess Made Easy. 2013. ISBN 978-1-906388-67-6.
- The Wisest Things Ever Said About Chess: With over 250 annotated positions. 2013. ISBN 978-1-906388-00-3.
- Transpo Tricks in Chess. 2013. ISBN 978-0-7134-9051-0.
- Mikhail Botvinnik: The Life and Games of a World Chess Champion. 2014. ISBN 978-0-7864-7337-3.
- New Art of Defence in Chess. 2014. ISBN 978-1-84994-160-0.
- The Inner Game of Chess: How to Calculate and Win. 2015. ISBN 978-1-936277-60-5.
- Your Kingdom for My Horse: When to Exchange in Chess. 2015. ISBN 978-1-84994-277-5.
- David vs Goliath chess: How to Beat a Stronger Player. 2016. ISBN 978-1-84994-357-4.
- What It Takes to Become a Grandmaster. 2016. ISBN 978-1-84994-339-0.
- 365 Chess Master Lessons. 2017. ISBN 978-1-84994-434-2.
- Tal, Petrosian, Spassky and Korchnoi: A Chess Multibiography with 207 Games. 2018. ISBN 978-1-4766-7146-8.
- How to swindle in chess. 2020. ISBN 978-1-84994-563-9.
- Magnus Carlsen: 60 Memorable Games. 2020. ISBN 978-1-84994-693-3.
- Smyslov, Bronstein, Geller, Taimanov and Averbakh: A Chess Multibiography with 220 Games. 2021. ISBN 978-1-4766-7793-4.
- 500 Chess Questions Answered. 2021. ISBN 978-1-84994-712-1.
- The Chessmaster Checklist. 2021. ISBN 978-1-84994-714-5.
- Fabiano Caruana: 60 memorable games. 2022. ISBN 978-1-84994-721-3.
- Deadline Grandmaster: A Chess Memoir. 2024. ISBN 978-1-4766-8998-2.